# 구시가 광장

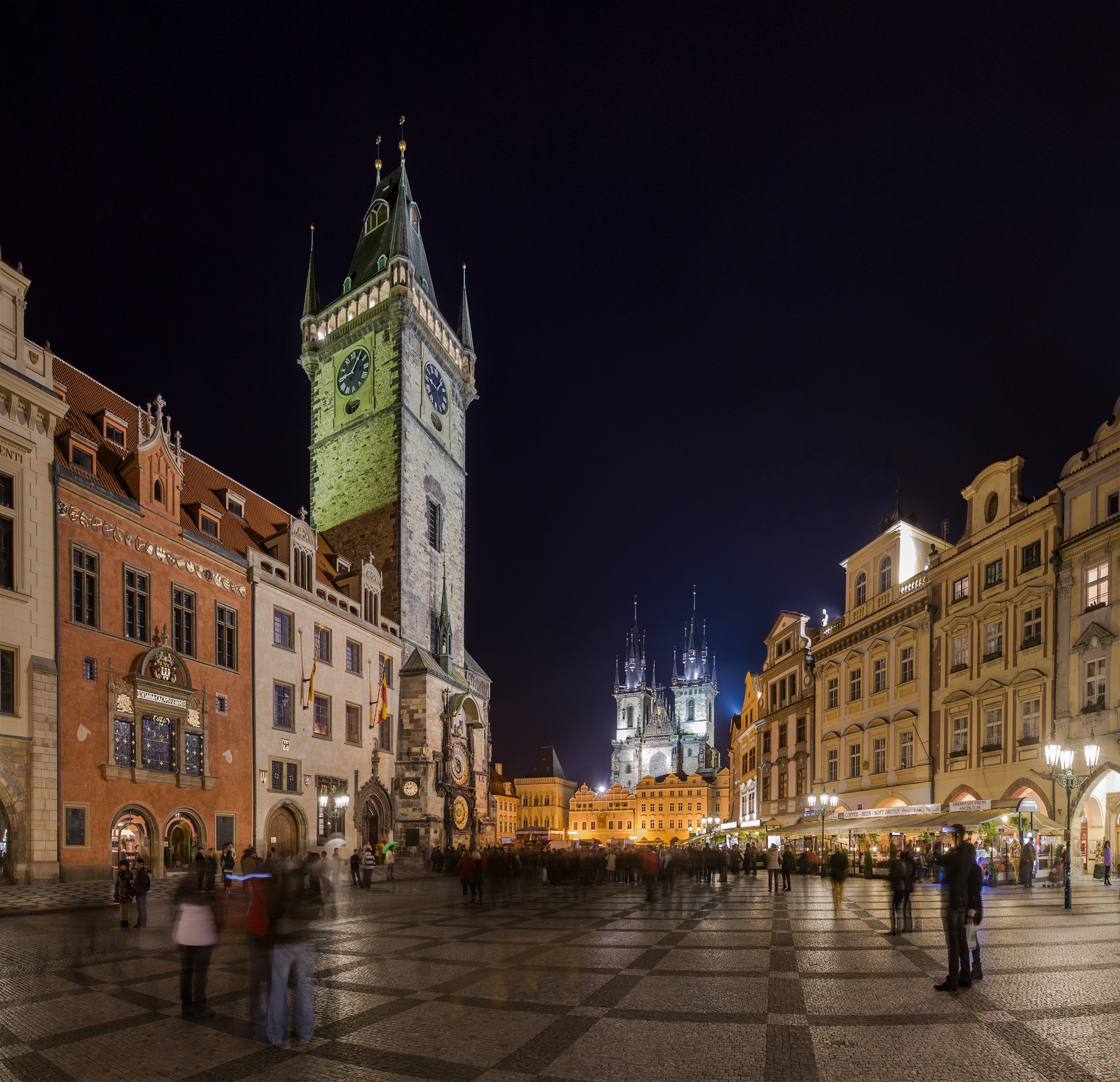
밤의 구시가 광장

구시가 광장(舊市街廣場, 체코어: Staroměstské náměstí)은 체코 프라하 스타레메스토(구 시가지)에 있는 광장이다. 바츨라프 광장과 카를교 사이에 있어서, 종종 여름에는 관광객들로 문전 성시를 보여준다. 고딕 양식 및 바로크 양식 등 다양한 건축 양식을 볼 수 있다.

## 건물
광장의 주변부는 다양한 건축양식의 건물들이 있다. 특히, 틴 성모 마리아 교회는 14세기에 지어진 고딕 양식의 교회로 구시가 광장의 주요 교회 중 하나이다. 교회의 탑의 높이는 80m다. 성 니콜라스 성당은 바로크 양식으로 지어졌으며, 역시 구시가 광장에 위치해있다.
프라하 오를로이(체코어: Pražský orloj)는 중세시대 때 프라하 구시청사에 세워진 천문시계이다. 이 시계는 1410년에 처음 설치되었으며 세계에서 세 번째로 오래된 천문 시계이자, 현재까지 작동하는 천문시계 중에는 가장 오래된 것이다. 구시청사의 탑은 일반인들에게도 공개되어 있으며, 구시가 광장을 한눈에 내려다 볼 수 있는 전망대이다.

## 사진

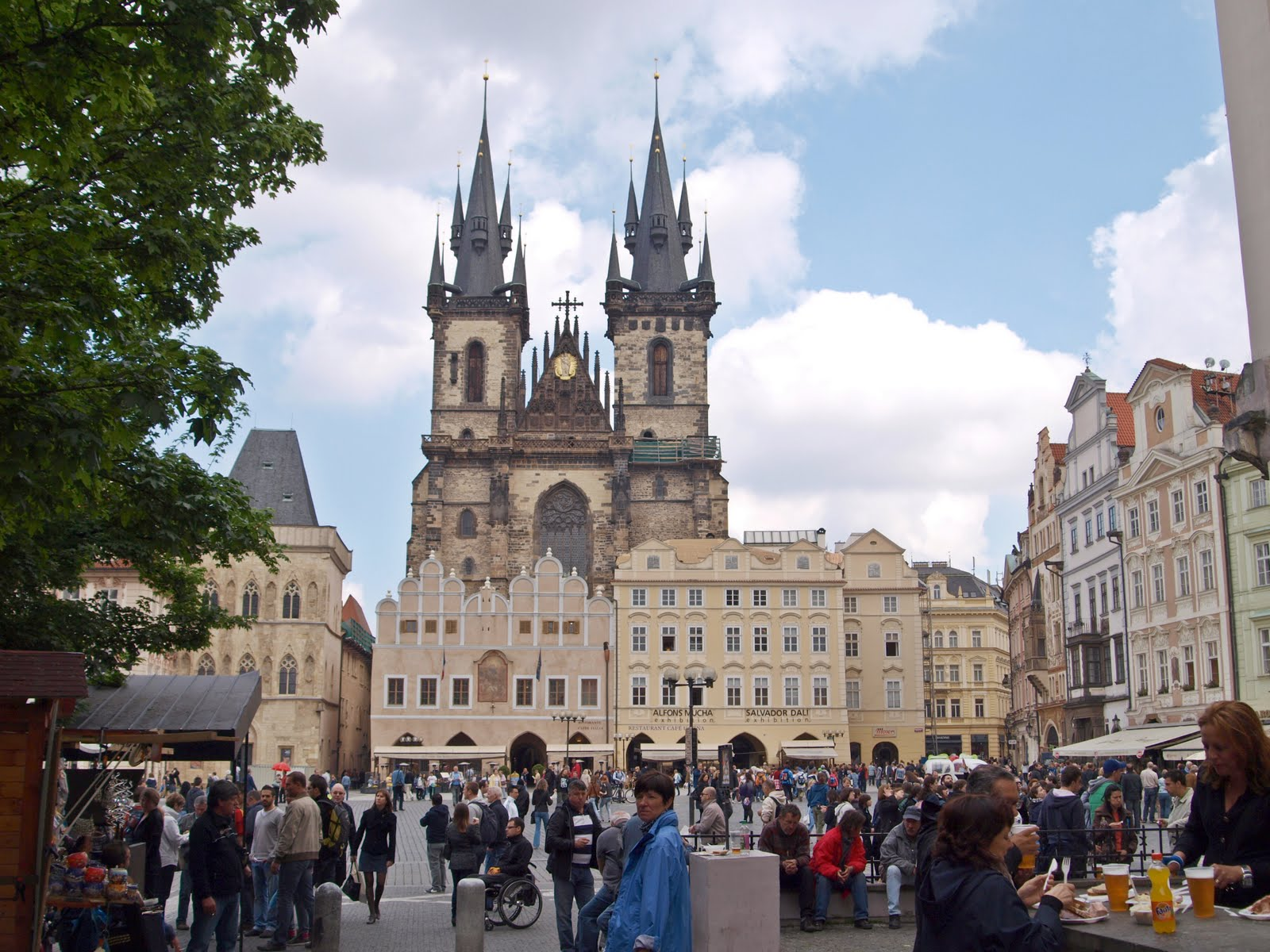
2012년 5월 틴 성모 마리아 성당
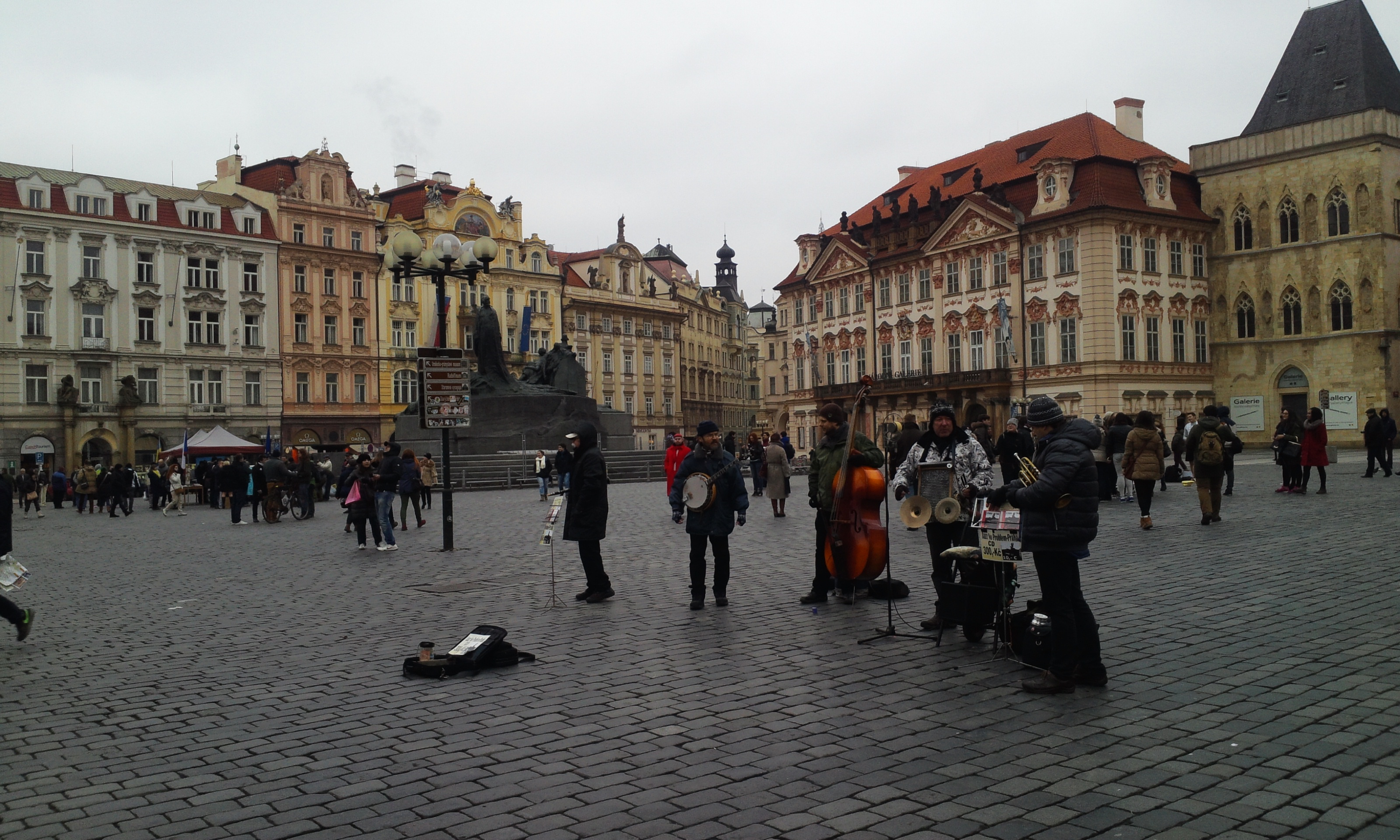
2015년 1월 구시가 광장에서 연주하는 악사들